# Lufttankning

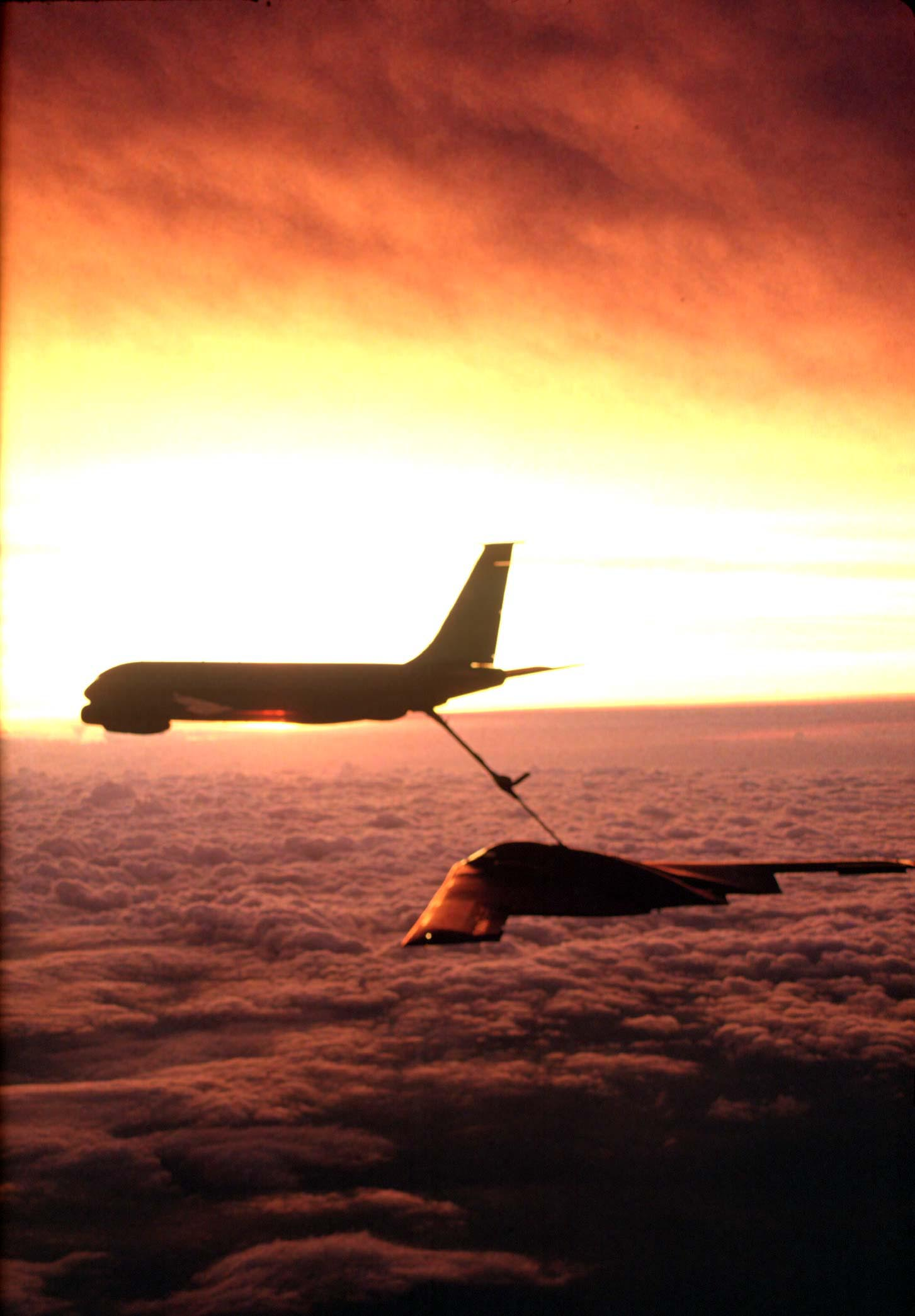
En B-2 Spirit fyller på bränsle från en KC-135 Stratotanker.

Lufttankning är en metod för att överföra bränsle från en luftfarkost till en annan under flygning.
Metoden gör att en luftfarkost kan stanna uppe i luften längre tid än vad som annars varit fallet. Det vanligaste är att man använder ett för ändamålet specialkonstruerat flygplan för att få upp bränslet i luften.
Metoden används i stort sett bara inom militär luftfart och har ingen motsvarighet inom det civila flyget.

## Historia
På 1920-talet gjordes de första försöken med lufttankning då man förde över bränsle mellan långsamtgående propellerflygplan som flög i formation så att man med en vanlig slang kunde föra över bränsle från det ena flygplanet till det andra. I mitten av 1930-talet kom först en slangkoppling med vilken man kunde genomföra lufttankningar på ett säkrare sätt, och sedan en koppling som gjorde att man kunde föra över bränslet helt utan spill. Denna koppling konstruerades av A.D. Hunter och är grunden till de kopplingar som används idag.
Under andra världskriget konverterade USA några av sina bombplan till tankplan, men då en helt ny typ av flygplan, till exempel B-29 Superfortress, med stora, inbyggda tankar levererades, fanns inte längre behovet att tanka under flygning. 

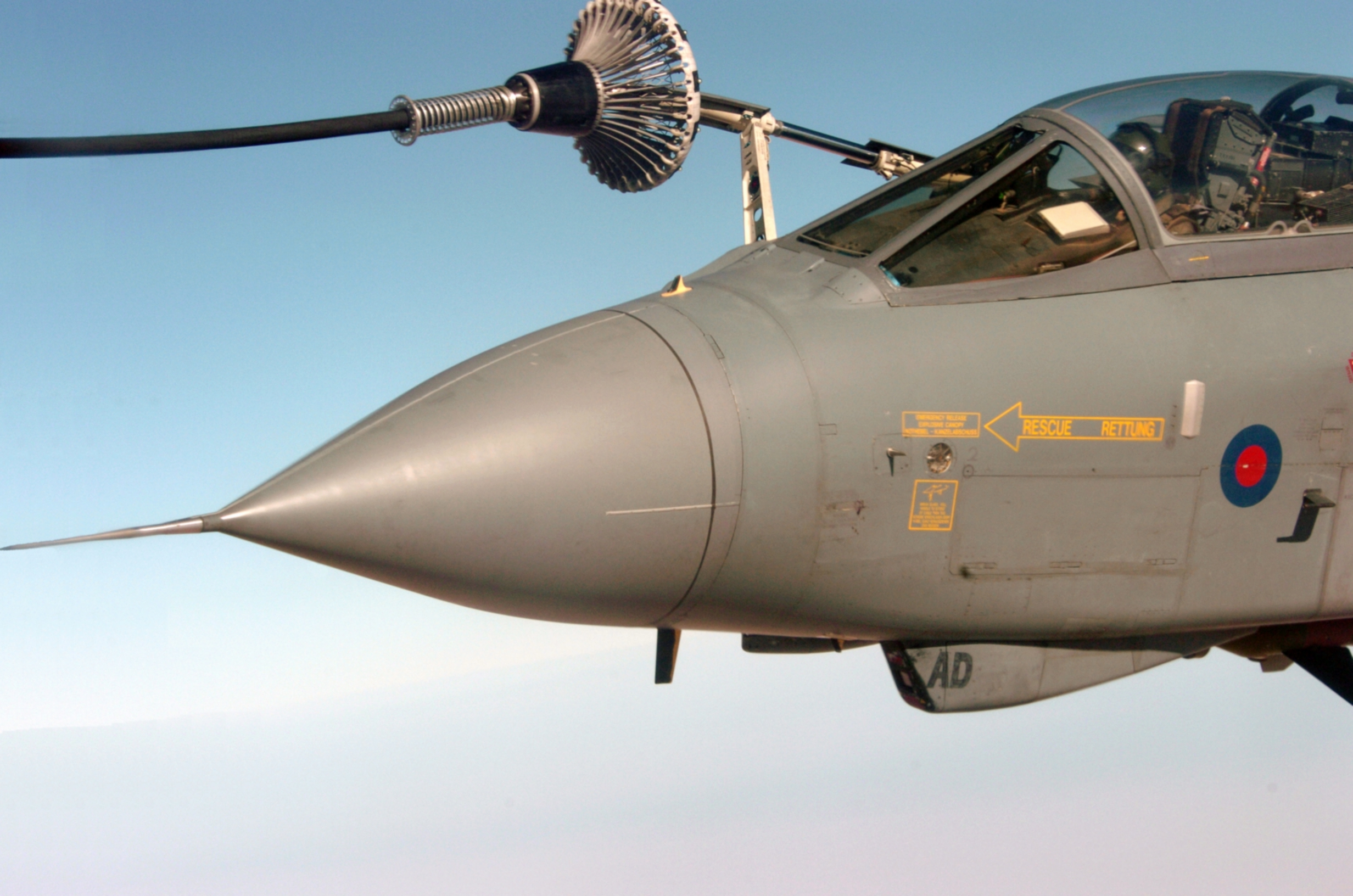
En av Royal Air Force GR4 Tornado tankar i luften över Irak.

Då den amerikanska B-29:an "Lucky Lady" genomförde en jorden-runt-flygning mellan 26 februari och 3 mars 1947 kom lufttankningen till heders igen. Turen startade och slutade i Fort Worth, Texas, och man genomförde tre tankningar på vägen; över Tunisien, över Stilla havet nära Guam och över Stilla havet igen, den gången mellan Hawaii och Kalifornien. 
Då man började använda jetdrivna flygplan inom det amerikanska flygvapnet uppkom åter behovet av att tanka i luften, då dessa nya flygplan hade en betydligt högre bränsleförbrukning och dessutom en större operationsradie. De kommande tankflygplanen var konverterade bomb- och transportflygplan som byggts om till tankplan. De var utrustade med en nyutvecklad teleskopisk bom med vingar som hissades ner från tankflygplanet och så att säga flög mot sitt mål. Systemet hade konstruerats av Boeing och innebar att man kunde föra över bränslet sex gånger så fort som tidigare. 1954 lade det amerikanska försvaret in den första ordern på rena tankflygplan hos Boeing. Det handlade om 808 stycken KC-135 som skulle levereras under en tioårsperiod. Idag finns det flera modernare varianter av civila flygplan, bland andra A310,
A330,  B767, DC-10, Il-76 och Lockheed Tristar.
Sedan dess har större och mer avancerade tankflygplan utvecklats och de används i en stor del av de krig som utkämpas i luften, så som Vietnamkriget, Falklandskriget, Gulfkriget och Irakkriget.
USA:s flygvapen och andra flygvapen med amerikanska flygplan (till exempel Nederländernas och Turkiets flygvapen) är för närvarande de enda kända användare av denna bom, då den kräver en operatör för att styra in den till tankande farkost (bommen har en V-stabilisator med två vingar som gör att tankaren styra den både vertikalt och horisontellt). Övriga användare av lufttankningsfarkoster (inkluderat USA:s flotta och USA:s marinkår) använder en släpande "slang" som kan manövreras (dras in eller släppas ut) av föraren - vilket innebär att det kan räcka med bara två personer ombord (piloten och operatören) - med ett konformat munstycke för den lufttankande farkosten att själv anknyta. Munstycket är svårare att anknyta till, men systemet kräver totalt sett mindre personal och mycket underhåll. Nackdelen är, som redan nämnts, att bommen kan "flygas in" mycket snabbare. Pumptrycket är också mycket lägre i en slang jämfört med ett rör, så upptankningen är långsammare.

## Länder med lufttankningskapacitet
- Algeriet
- Argentina
- Australien
- Brasilien
- Chile
- Colombia
- Frankrike
- Förenade arabemiraten
- Grekland
- Iran
- Indonesien
- Israel
- Italien
- Indien
- Japan
- Kanada
- Kina
- Malaysia
- Nederländerna
- Pakistan
- Ryssland
- Saudiarabien
- Singapore
- Spanien
- Storbritannien
- Sverige
- Turkiet
- Tyskland
- USA
- Venezuela

### Länder som haft lufttankningskapacitet
- Iran
- Sovjetunionen
- Sydafrika